# Annette Schavan
Annette Schavan (n. 10 de junio de 1955 en Jüchen, Renania del Norte-Westfalia, Alemania) es una política alemana de la Unión Demócrata Cristiana de Alemania (CDU).
Desde 2005 hasta 2013 fue Ministra Federal para Educación e Investigación y fue Ministra de Cultura, Juventud y Deporte de Baden-Wurtemberg entre 1995 y 2005.

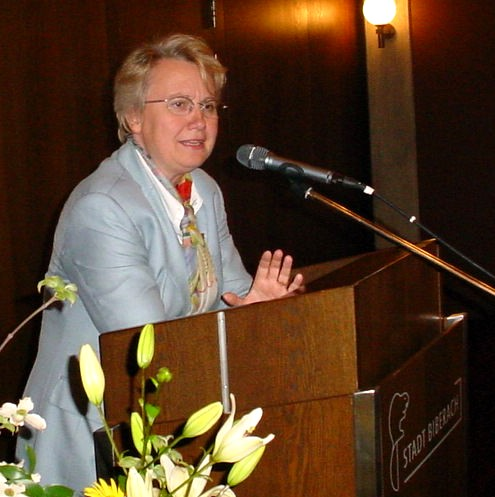
Annette Schavan en mayo de 2004 en un discurso en la campaña electoral de la CDU en Biberach an der Riß.

En 2008 fue criticada por el uso de un helicóptero del Bundeswehr (Ejército Alemán) en mayo para llegar a tiempo a una serie de citas en Zúrich, entre ellas una entrevista con un periódico y un discurso. El trayecto desde Stuttgart a dicha ciudad es de 146 kilómetros. Los costes ascendieron a 26 500 euros, ya que el helicóptero con una tripulación de tres personas voló expresamente desde Berlín. Así el aparato recorrió alrededor de 1330 kilómetros, incluyendo el regreso a Berlín.
El 9 de febrero de 2013 se vio obligada a dimitir como Ministra de Educación y Ciencia de Alemania, ya que las autoridades universitarias consideraron probado el plagio cometido por Schavan: en el texto de su tesis doctoral incluyó un trabajo intelectual que no era suyo.